# مرغ مگس‌خوار دم‌قیچی
مرغ مگس‌خوار دم‌قیچی (نام علمی: Tyrannus forficatus) نام یک گونه از سرده شاه‌مرغ است.

## نگارخانه

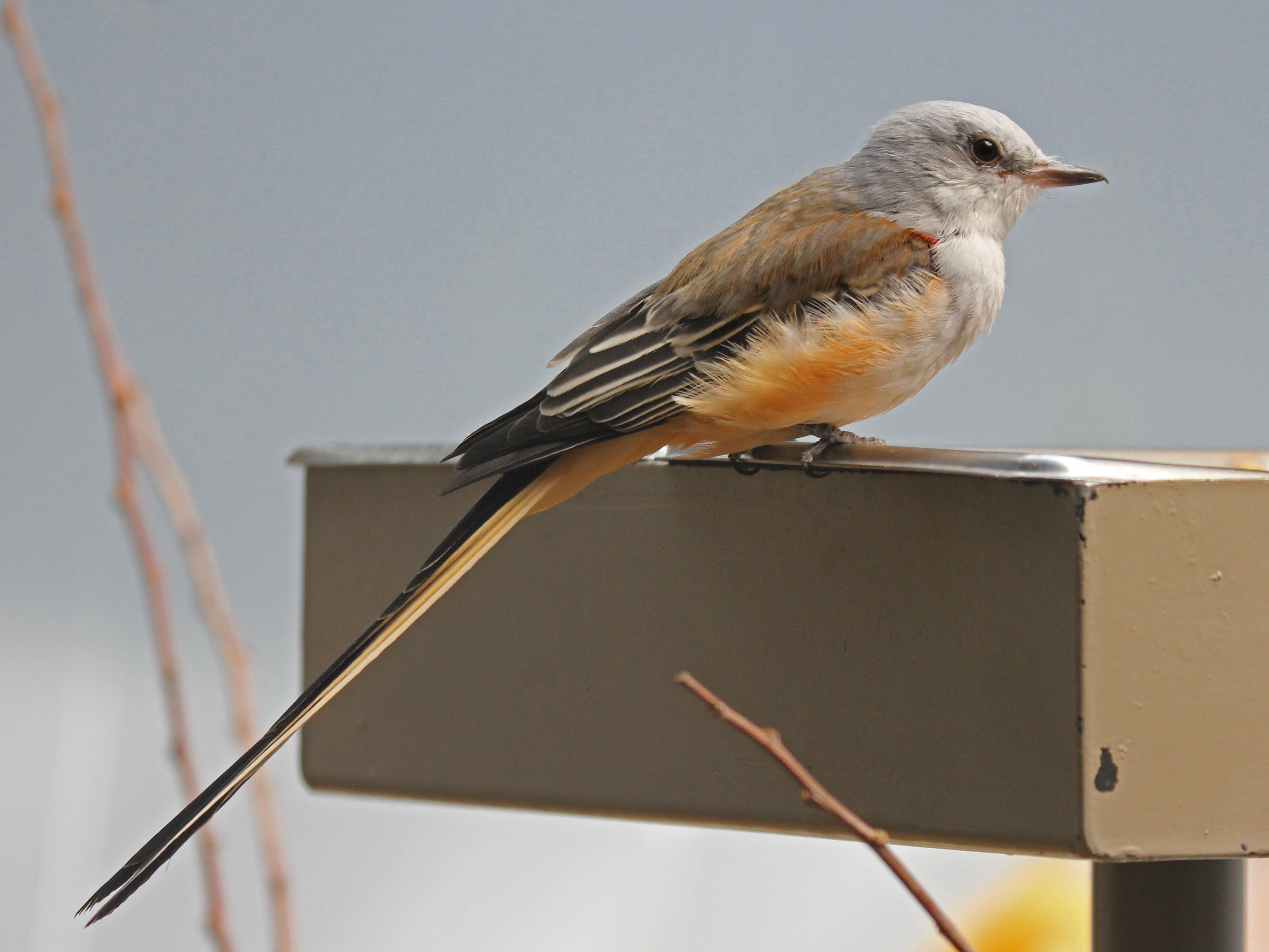
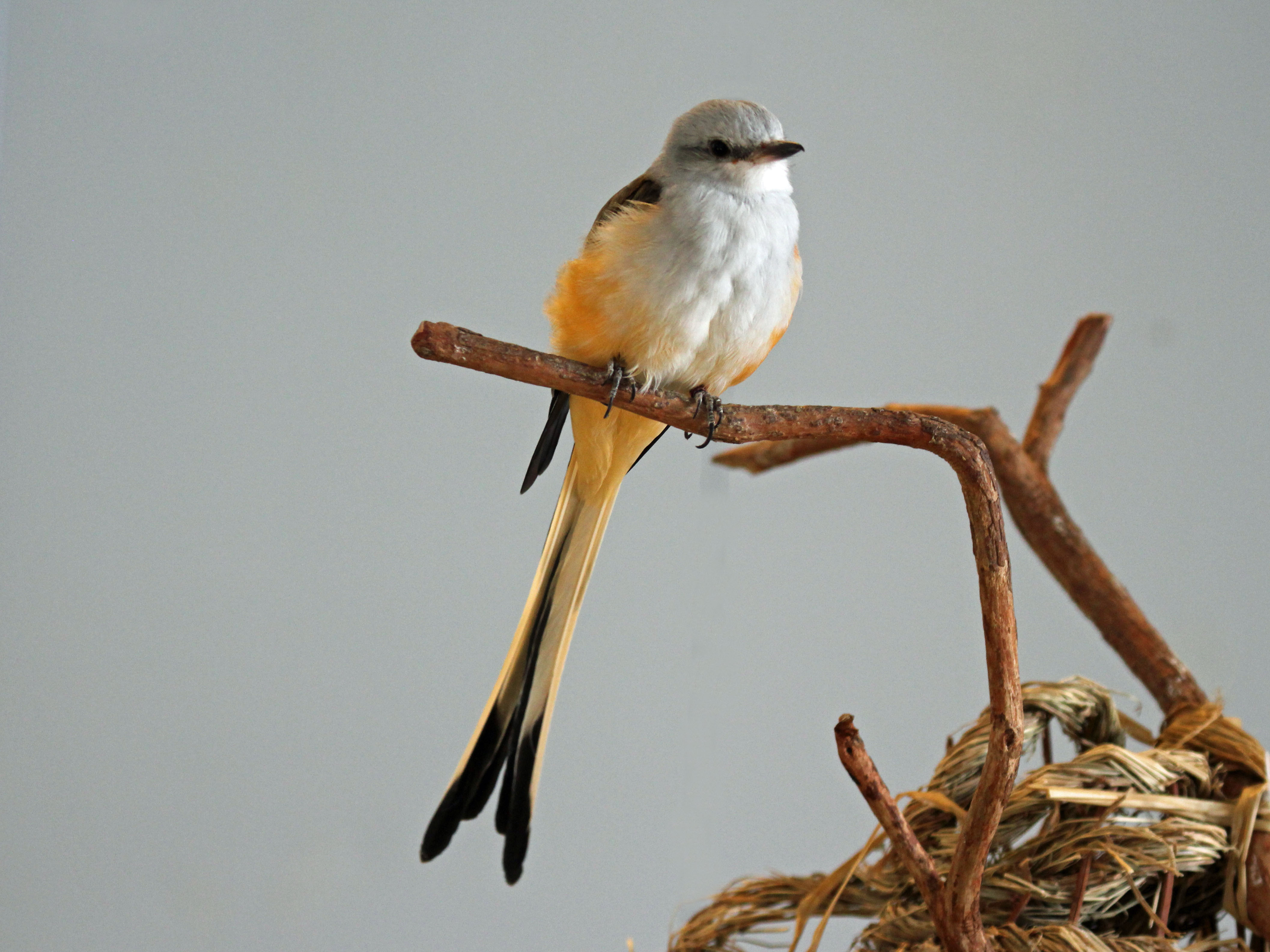
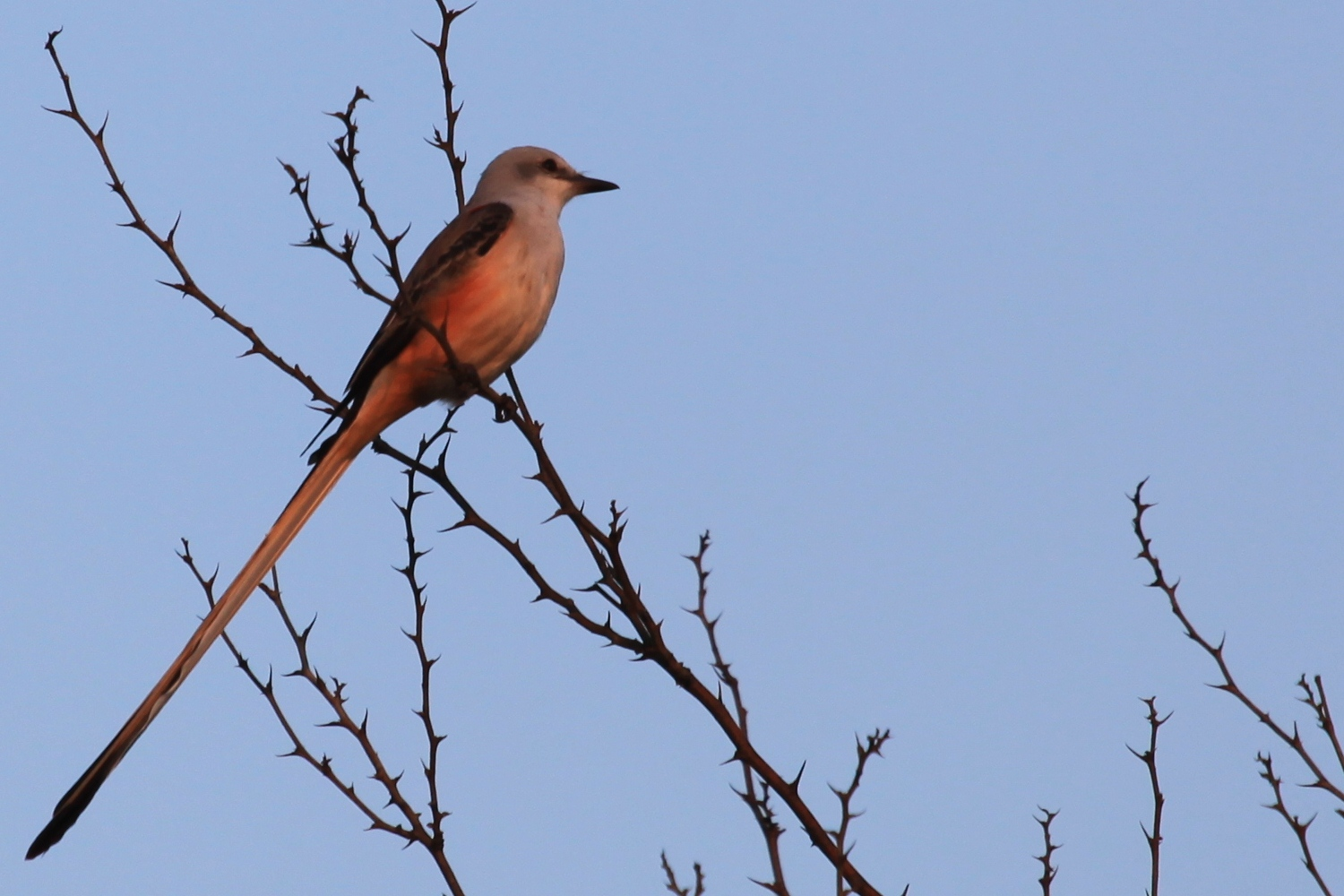